# NGC 998
NGC 998 (również PGC 9934) – galaktyka spiralna z poprzeczką znajdująca się w gwiazdozbiorze Wieloryba. Odkrył ją Albert Marth 10 listopada 1863 roku.